# Cofidis (wielerploeg)/2011
Deze pagina geeft een overzicht van de Cofidis-wielerploeg in 2011.

## Algemeen
Sponsor: Cofidis (bank)
Algemeen manager: Eric Boyer
Technisch directeur: Lionel Marie
Ploegleiders: Didier Rous, Alain Deloeuil, Stéphane Augé, Bernard Quilfen, Jean-Luc Jonrond
Fietsmerk: Look
Banden: ?
Auto's: Škoda Octavia

## Renners
| Naam                | Geboortedatum | Nationaliteit | Ploeg 2010            |
| ------------------- | ------------- | ------------- | --------------------- |
| Yoann Bagot         | 06-09-1987    | Frankrijk     | Stagiair              |
| Florent Barle       | 17-01-1986    | Frankrijk     | Neoprof               |
| Mickaël Buffaz      | 21-05-1979    | Frankrijk     |                       |
| Rémi Cusin          | 03-02-1986    | Frankrijk     |                       |
| Jean Eudes Demaret  | 25-07-1984    | Frankrijk     |                       |
| Samuel Dumoulin     | 20-08-1980    | Frankrijk     |                       |
| Leonardo Duque      | 10-04-1980    | Colombia      |                       |
| Nicolas Edet        | 02-12-1987    | Frankrijk     | Stagiair              |
| Julien El Fares     | 01-06-1985    | Frankrijk     |                       |
| Julien Fouchard     | 20-08-1986    | Frankrijk     |                       |
| Tony Gallopin       | 24-05-1988    | Frankrijk     |                       |
| Kevyn Ista          | 25-11-1984    | België        |                       |
| Jens Keukeleire     | 23-11-1988    | België        |                       |
| Kalle Kriit         | 13-11-1983    | Estland       |                       |
| Arnaud Labbe        | 03-11-1976    | Frankrijk     |                       |
| Luis Ángel Maté     | 23-03-1984    | Spanje        | Androni Giocattoli    |
| David Moncoutié     | 30-04-1975    | Frankrijk     |                       |
| Damien Monier       | 27-08-1982    | Frankrijk     |                       |
| Adrien Petit        | 26-09-1990    | Frankrijk     | Stagiair              |
| Aleksejs Saramotins | 08-04-1982    | Letland       | Team Columbia         |
| Nico Sijmens        | 01-04-1978    | België        |                       |
| Rein Taaramäe       | 24-04-1987    | Estland       |                       |
| Tristan Valentin    | 23-02-1982    | Frankrijk     |                       |
| Nicolas Vogondy     | 08-08-1977    | Frankrijk     | Bbox Bouygues Télécom |
| Romain Zingle       | 24-01-1987    | België        |                       |

Per 1 augustus
| Naam           | Geboortedatum | Nationaliteit | Vorige ploeg        | Info     |
| -------------- | ------------- | ------------- | ------------------- | -------- |
| Romain Delabot | 18-04-1991    | Frankrijk     | CC Nogent-sur-Oise  | stagiair |
| Antoine Lavieu | 28-09-1990    | Frankrijk     | AVC Aix-en-Provence | stagiair |
| Rudy Molard    |               | Frankrijk     | CC Étupes Le Doubs  | stagiair |

## Belangrijke overwinningen
| Ster van Bessèges 3e etappe: Samuel Dumoulin Ronde van de Middellandse Zee 5e etappe: David Moncoutié Eindklassement: David Moncoutié Ronde van de Haut-Var 1e etappe: Samuel Dumoulin Ronde van Catalonië 5e etappe: Samuel Dumoulin 7e etappe: Samuel Dumoulin Flèche d'Emeraude Winnaar: Tony Gallopin GP SEB Tartu Winnaar: Jean Eudes Demaret | Route du Sud 4e etappe: Luis Ángel Maté Nationale kampioenschappen wielrennen Estland - wegtijdrit: Rein Taaramäe Ronde van Oostenrijk 3e etappe: Jens Keukeleire Parijs-Corrèze 1e etappe: Samuel Dumoulin Eindklassement: Samuel Dumoulin Ronde van Denemarken 2e etappe: Rémi Cusin | Ronde van de Ain Eindklassement: David Moncoutié Ronde van de Limousin 2e etappe: Tony Gallopin Ronde van de Aostavallei 3e etappe: Antoine Lavieu Ronde van Spanje 11e etappe: David Moncoutié 14e etappe: Rein Taaramäe Bergklassement: David Moncoutié |

Mannen: 1997 · 1998 · 1999 · 2000 · 2001 · 2002 · 2003 · 2004 · 2005 · 2006 · 2007 · 2008 · 2009 · 2010 · 2011 · 2012 · 2013 · 2014 · 2015 · 2016 · 2017 · 2018 · 2019 · 2020 · 2021 · 2022 · 2023 · 2024 · 2025
Vrouwen:2022 · 2023 · 2024 · 2025